# Akbar Falláh
Alí Akbar Falláh (persky مهدی حاجی‌زاده‎), (* 4. září 1966) je bývalý íránský zápasník volnostylař. V íránské seniorské reprezentaci se pohyboval od roku 1986. V roce 1988 startoval na olympijských hrách v Soulu v pérové váze. V skupině B měl výborný vstup do turnaje a prohrál až v sedmém kole se sovětským reprezentantem Stepanem Sarkisjanem. V boji o třetí místo podlehl Bulharu Simeonu Šterevovi a obsadil 4. místo. Od roku 1991 zápasil v lehké váze a v roce 1992 se do íránské nominace na olympijské hry v Barceloně nevešel. V roce 1993 se stal v kanadském Torontu mistrem světa v lehké váze. V roce 1996 startoval na olympijských hrách v Atlantě a po nevýrazném výkonu obsadil 10. místo. Sportovní kariéru ukončil v roce 1997. Věnuje se trenérské práci.